# ممنوعیت (نشر آکادمیک)
در نشر آکادمیک ممنوعیت (به انگلیسی: embargo)، دوره‌ای زمانی است که در آن دسترسی برخی کاربران که هزینه‌های مربوطه را پرداخت نکرده‌اند، محدود می‌شود. هدف از این کار حمایت از درآمد ناشر است.
انواع مختلفی از ممنوعیت وجود دارد:
- دیوار متحرک (moving wall) که دوره زمانی ثابتی است
- دیوار ثابت (fixed wall) که نقطه زمانی خاصی است و تغییر نمی‌کند
- روز خاصی در سال است (مثلا یکم ژانویه) که در سال جاری ثابت است. یعنی وقتی سال بعد شد این نقطه به روز متناظر از آن سال انتقال می‌یابد. در این تعریف ممکن است دوره زمانی از "سال" به "چند ماه" یا دوره‌های دیگر تغییر کند.